# Pietro Cavaro

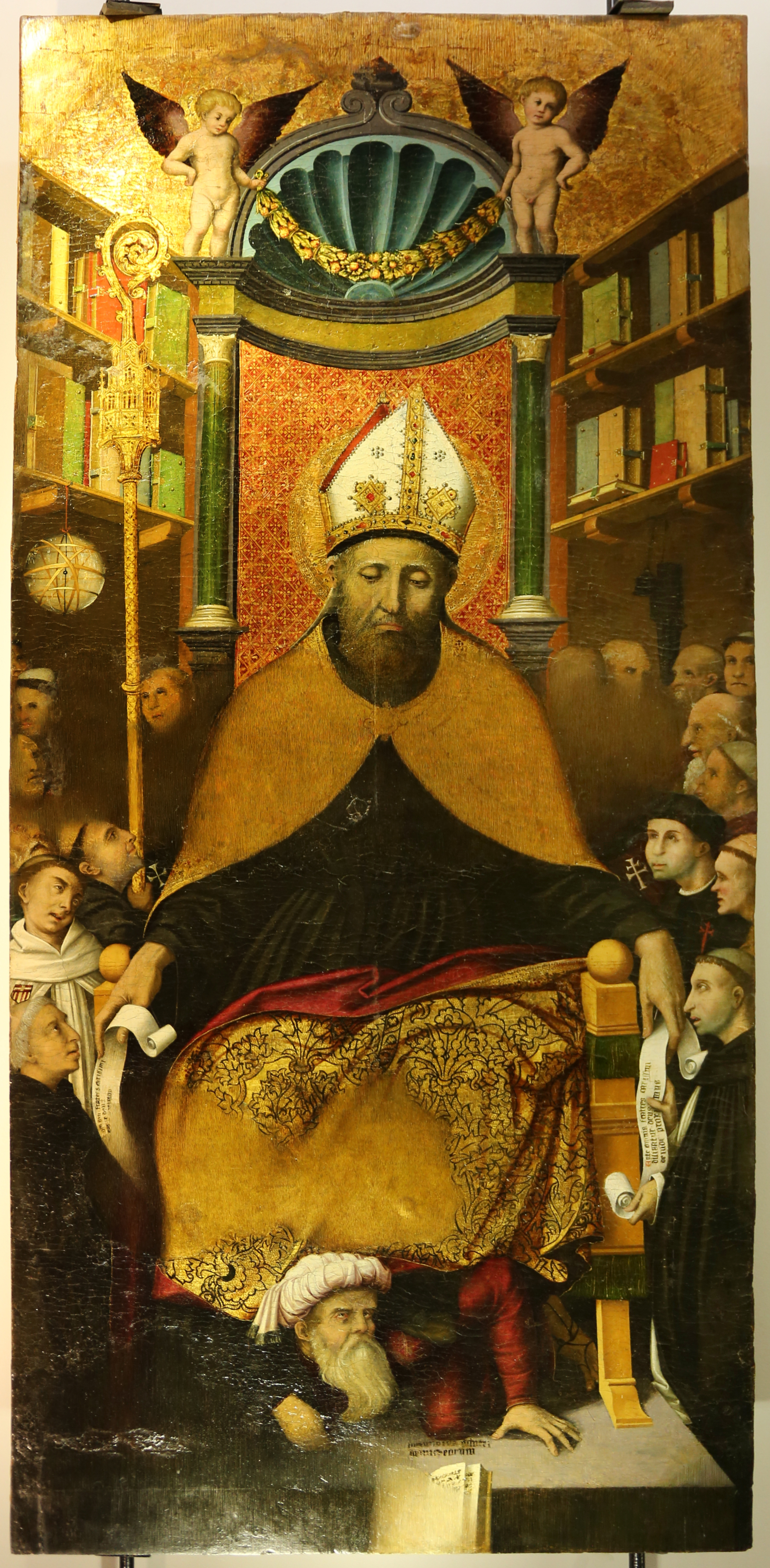
Sant'Agostino in cattedra, da un polittico in Sant'Agostino a Cagliari, 1528 ca., Pinacoteca nazionale di Cagliari

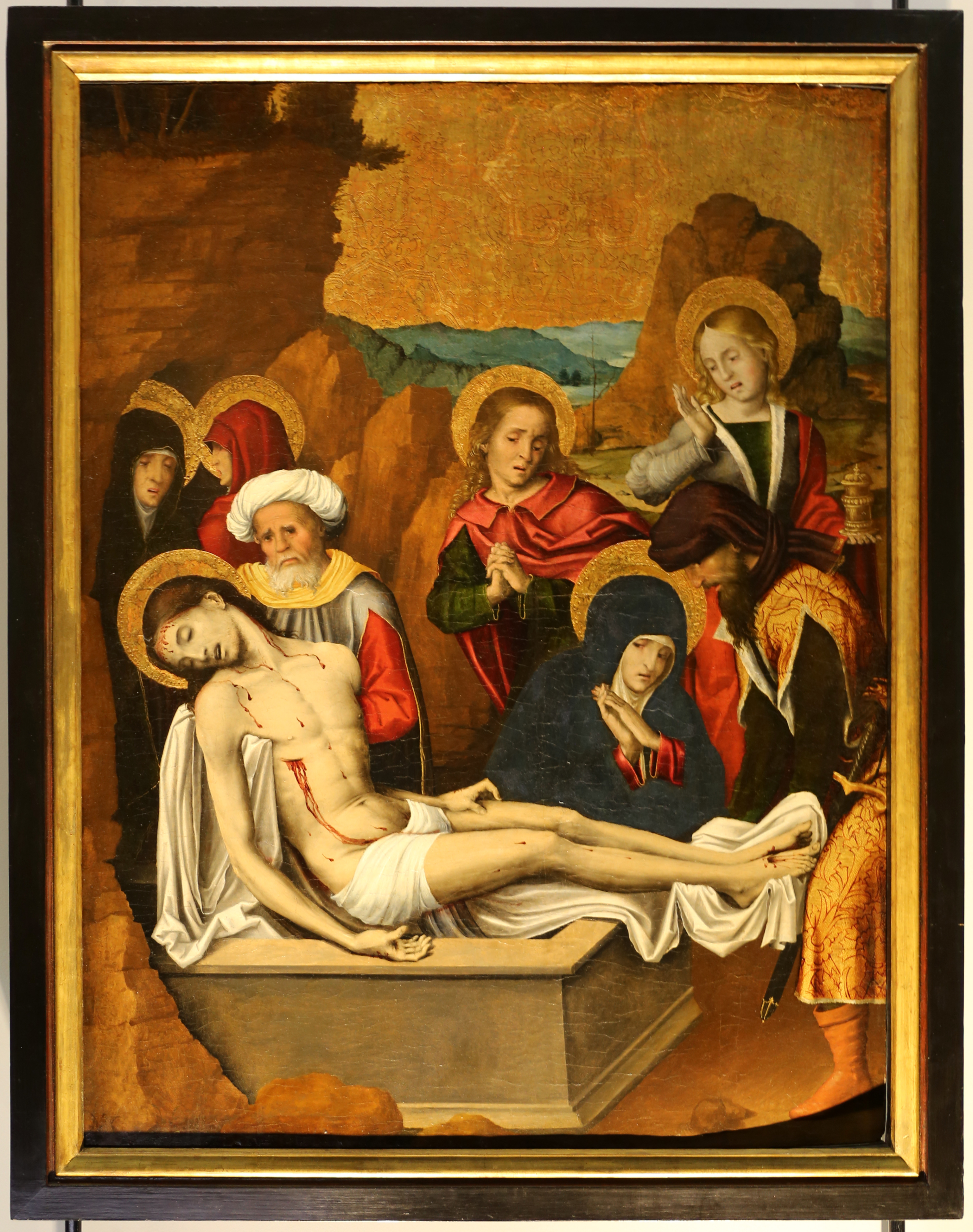
Deposizione di Gesù, tavola del Retablo della Madonna dei sette dolori

Pietro Cavaro (Cagliari, ultimo quarto del XV secolo – Cagliari, 1537) è stato un pittore italiano, considerato il massimo rappresentante della cosiddetta "Scuola Stampacina", importante bottega di pittura sarda che prende il nome dal quartiere storico di Cagliari Stampace, dove i pittori della famiglia Cavaro tennero bottega dal XV fino alle soglie del XVII secolo.

## Biografia
Fu probabilmente fratello di Lorenzo e nipote di Gioacchino, secondo altri nipote di Antonio Cavaro (il cosiddetto Maestro di Olzai) e figlio di Lorenzo Cavaro. Si era formato a Barcellona entro il 1508, dove risulta iscritto nel gremio dei pittori di quella città per la realizzazione di un retablo per la cattedrale. Dal 1515 è nuovamente a Cagliari, dopo un soggiorno napoletano, dove si sposò con Isabella Godiel da cui ebbe il suo primogenito Michele, anch'egli pittore. Nel 1512 è documentato a Cagliari come testimone in un testamento. Nel 1515 prende in seconde nozze Antonia Orrù, abitante del quartiere di Villanova.
La città di Barcellona, importante approdo nel XV secolo, quando Pietro Cavaro vi si recò, in effetti, aveva scarsa rilevanza da un punto di vista culturale, soprattutto a causa della decadenza successiva alla guerra civile del 1475, mentre Napoli andava prendendo sempre più importanza: era infatti, all'epoca, la città più grande della Corona d'Aragona. Il Nicolini, pubblicando la lettera di Marcantonio Michiel indirizzata a Summonte, ritenne che il Pietro Sardo ivi indicato fosse da identificarsi in Pietro Cavaro, mentre più recentemente quel pittore è stato identificato in Pedro Fernández de Murcia (detto Pseudo Bramantino), autore del polittico della cattedrale di Gerona in Spagna (1521).

## Opere
Di Pietro Cavaro sono conservate numerose opere, tra cui:
- Del Retablo della Madonna dei sette dolori rimangono due tavole: la Pietà di Tangeri e la Deposizione di Gesù (conservate presso la Pinacoteca Nazionale di Cagliari) e la tavola centrale, raffigurante la Madonna Addolorata (conservata nella chiesa di Santa Rosalia);
- le due tavole di san Pietro e san Paolo nella Pinacoteca nazionale di Cagliari, provenienti dalla chiesa di San Giacomo;
- il Retablo dei Consiglieri, Cagliari, municipio.

Ma i suoi capolavori sono considerati il Retablo della Madonna del Latte di Villamar ubicato nel presbiterio della chiesa di San Giovanni Battista, l'unico datato e firmato (1518) dipinto per Salvatore Aymerich, signore di Mara Arbarei (antico nome di Villamar), e quello del Santo Cristo di Oristano, datato al 1533 come attesta l'atto di pagamento.
Dubitativamente gli è stato attribuito il Retablo dei Beneficiati del duomo di Cagliari, che fu pure attribuito a Pedro Machuca.
Fu probabilmente in contatto con gli ambienti del primo manierismo meridionale, soprattutto Pedro Fernández, Andrea Sabatini, Cesare da Sesto, né manca in lui una cultura figurativa di carattere internazionale che va in primis dalle esperienze tardo-gotiche del Levante Iberico, alla conoscenza delle stampe del nord Europa che giungevano a Cagliari tramite i mercanti navali, al Rinascimento italiano, Michelangelo, Perugino, fino a Raffaello, in piena sintonia con quanto avveniva nel resto del meridione italiano
Tra i pittori con lui attivi a Stampace, oltre al figlio Michele che completerà il retablo di Iglesias (1538) oggi perduto, e che prenderà poi l'eredità della bottega dei Cavaro aprendola alle temperie manieriste, sono da menzionare i Raxis, dei quali Pietro Raxis fu il più importante rappresentante, e i Mainas, soprattutto Pietro Mainas che collaborò prima con Pietro Cavaro e poi con Michele Cavaro.